# Saint-Maur (Cher)
Pour les articles homonymes, voir Saint-Maur.
Saint-Maur est une commune française située dans le département du Cher en région Centre-Val de Loire.

## Géographie

### Climat
Pour des articles plus généraux, voir Climat du Centre-Val de Loire et Climat du Cher.
En 2010, le climat de la commune est de type climat océanique dégradé des plaines du Centre et du Nord, selon une étude du CNRS s'appuyant sur une série de données couvrant la période 1971-2000. En 2020, Météo-France publie une typologie des climats de la France métropolitaine dans laquelle la commune est dans une zone de transition entre le climat océanique altéré et le climat de montagne ou de marges de montagne et est dans la région climatique  Ouest et nord-ouest du Massif Central, caractérisée par une pluviométrie annuelle de 900 à 1 500 mm, maximale en automne et en hiver.
Pour la période 1971-2000, la température annuelle moyenne est de 11,3 °C, avec une amplitude thermique annuelle de 15,2 °C. Le cumul annuel moyen de précipitations est de 798 mm, avec 12 jours de précipitations en janvier et 7,4 jours en juillet. Pour la période 1991-2020, la température moyenne annuelle observée sur la station météorologique la plus proche, située sur la commune de Châteaumeillant à 8 km à vol d'oiseau, est de 11,9 °C et le cumul annuel moyen de précipitations est de 799,3 mm,. Pour l'avenir, les paramètres climatiques de la commune estimés pour 2050 selon différents scénarios d'émission de gaz à effet de serre sont consultables sur un site dédié publié par Météo-France en novembre 2022.

### Transports

#### Transports en commun
Saint-Maur est desservie par la ligne F du Réseau de mobilité interurbaine.

## Urbanisme

### Typologie
Au 1er janvier 2024, Saint-Maur est catégorisée commune rurale à habitat très dispersé, selon la nouvelle grille communale de densité à 7 niveaux définie par l'Insee en 2022.
Elle est située hors unité urbaine et hors attraction des villes,.

### Occupation des sols
L'occupation des sols de la commune, telle qu'elle ressort de la base de données européenne d’occupation biophysique des sols Corine Land Cover (CLC), est marquée par l'importance des territoires agricoles (91,9 % en 2018), une proportion identique à celle de 1990 (91,9 %). La répartition détaillée en 2018 est la suivante : 
prairies (52,7 %), terres arables (20,7 %), zones agricoles hétérogènes (18,5 %), forêts (5,1 %), zones urbanisées (3 %).
L'évolution de l’occupation des sols de la commune et de ses infrastructures peut être observée sur les différentes représentations cartographiques du territoire : la carte de Cassini (XVIIIe siècle), la carte d'état-major (1820-1866) et les cartes ou photos aériennes de l'IGN pour la période actuelle (1950 à aujourd'hui).

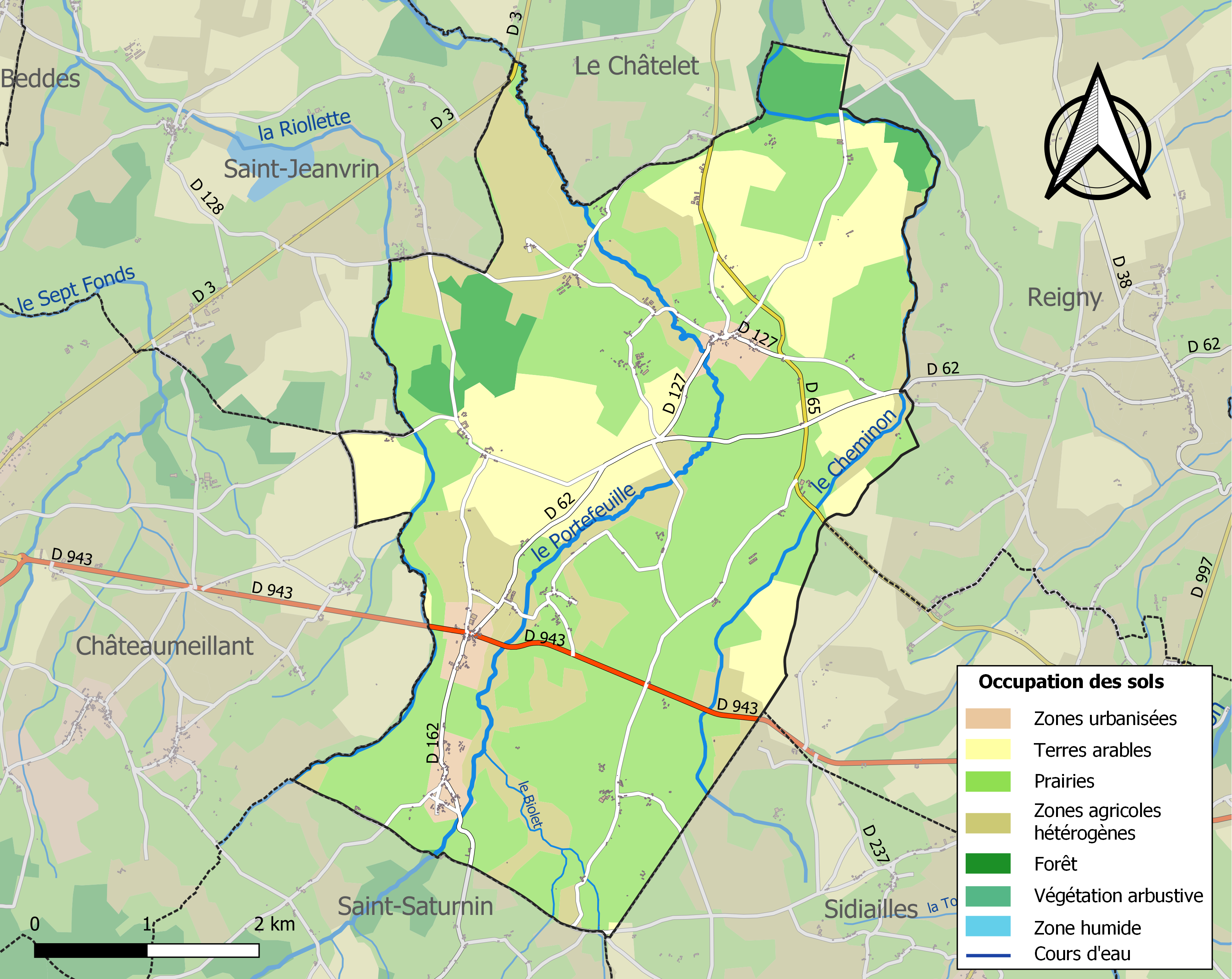
Carte des infrastructures et de l'occupation des sols de la commune en 2018 (CLC).

### Risques majeurs
Le territoire de la commune de Saint-Maur est vulnérable à différents aléas naturels : météorologiques (tempête, orage, neige, grand froid, canicule ou sécheresse), mouvements de terrains et séisme (sismicité faible). Il est également exposé à un risque technologique, le transport de matières dangereuses, et à un risque particulier : le risque de radon. Un site publié par le BRGM permet d'évaluer simplement et rapidement les risques d'un bien localisé soit par son adresse soit par le numéro de sa parcelle.

#### Risques naturels

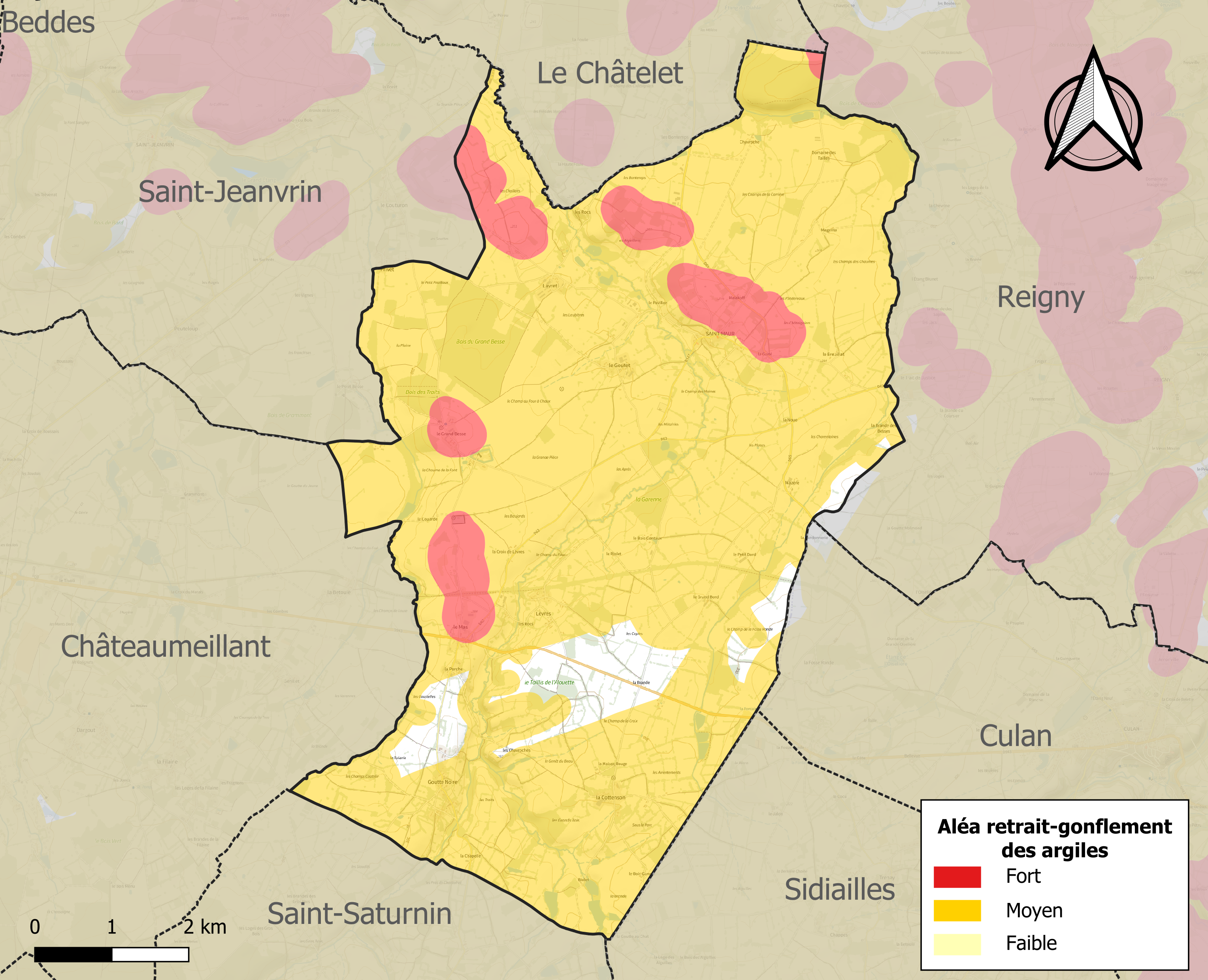
Carte des zones d'aléa retrait-gonflement des sols argileux de Saint-Maur.

La commune est vulnérable au risque de mouvements de terrains constitué principalement du retrait-gonflement des sols argileux. Cet aléa est susceptible d'engendrer des dommages importants aux bâtiments en cas d’alternance de périodes de sécheresse et de pluie. 94,2 % de la superficie communale est en aléa moyen ou fort (90 % au niveau départemental et 48,5 % au niveau national). Sur les 216 bâtiments dénombrés sur la commune en 2019, 210 sont en aléa moyen ou fort, soit 97 %, à comparer aux 83 % au niveau départemental et 54 % au niveau national. Une cartographie de l'exposition du territoire national au retrait gonflement des sols argileux est disponible sur le site du BRGM,.
Concernant les mouvements de terrains, la commune a été reconnue en état de catastrophe naturelle au titre des dommages causés par la sécheresse en 2018 et 2020 et par des mouvements de terrain en 1999.

#### Risques technologiques
Le risque de transport de matières dangereuses sur la commune est lié à sa traversée par des infrastructures routières ou ferroviaires importantes ou la présence d'une canalisation de transport d'hydrocarbures. Un accident se produisant sur de telles infrastructures est en effet susceptible d’avoir des effets graves au bâti ou aux personnes jusqu’à 350 m, selon la nature du matériau transporté. Des dispositions d’urbanisme peuvent être préconisées en conséquence.

#### Risque particulier
Dans plusieurs parties du territoire national, le radon, accumulé dans certains logements ou autres locaux, peut constituer une source significative d’exposition de la population aux rayonnements ionisants. Toutes les communes du département sont concernées par le risque radon à un niveau plus ou moins élevé. Selon la classification de 2018, la commune de Saint-Maur est classée en zone 3, à savoir zone à potentiel radon significatif.

## Toponymie
Sanctus Morus de Cava Rocha, 1024 (Archives Départementales du Cher-10 H 125) ; La parroisse de Sainct Mor, 1511 (Archives Départementales du Cher-11 H, abbaye de Puyferrand) ; Parrochia Sancti Mauri regularis de Cava Rupe, 1529 (Archives Départementales du Cher-1 G, archevêché de Bourges) ; La parroisse de Saint Mor en partie, ressortissant au siège royal de Dun le Roy, 1567 (Nicolay, Description générale de Berry, p. 86) ; Saint Maur de Chaveroche en Bourbonnois, 1760 (Archives Départementales du Cher-G, Saint-Christophe-le-Chaudry) ; Saint Maur de Besse, 1782 (Archives Départementales du Cher-C, Intendance de Bourges) ; Saint Maur Chaveroche, 8 novembre 1788 (Archives Départementales du Cher-C 1109, Élection de La Châtre) ; Saint Maur près Cullan, XVIIIe s. (Carte de Cassini) ; Longbord, pluviôse an 2 (Délibération du Conseil Général de la Commune, application du décret du 16 octobre 1793 = 25 vendémiaire an 2).

## Histoire
La paroisse de Saint-Maur formait 2 collectes, l’une dépendant de l’Élection de La Châtre, et l’autre de celle de Montluçon. Cette division s’explique par l’appartenance de cette paroisse partie au Berry et partie au Bourbonnais. Cassini note Bourbonnois pour les lieux-dits suivants : Bois Contaux, Besse au Lard, le Gouté, Lavré.
Au cours de la Révolution française, la commune porta provisoirement les noms d’Entrevilles et de Longbord.

## Politique et administration
| Période                                  | Période                         | Identité           | Étiquette | Qualité                              |
| ---------------------------------------- | ------------------------------- | ------------------ | --------- | ------------------------------------ |
| Les données manquantes sont à compléter. |                                 |                    |           |                                      |
| mars 2001                                | En cours (au 27 septembre 2014) | Patrick Courzadet, |           | Agriculteur sur moyenne exploitation |

## Démographie
L'évolution du nombre d'habitants est connue à travers les recensements de la population effectués dans la commune depuis 1793. Pour les communes de moins de 10 000 habitants, une enquête de recensement portant sur toute la population est réalisée tous les cinq ans, les populations de référence des années intermédiaires étant quant à elles estimées par interpolation ou extrapolation. Pour la commune, le premier recensement exhaustif entrant dans le cadre du nouveau dispositif a été réalisé en 2005.

En 2022, la commune comptait 258 habitants, en évolution de −10,73 % par rapport à 2016 (Cher : −2,48 %, France hors Mayotte : +2,11 %).
| 1793 | 1800 | 1806 | 1821 | 1831 | 1836 | 1841 | 1846 | 1851 |
| ---- | ---- | ---- | ---- | ---- | ---- | ---- | ---- | ---- |
| 505  | 507  | 577  | 550  | 535  | 545  | 513  | 515  | 523  |

| 1856 | 1861 | 1866 | 1872 | 1876 | 1881 | 1886 | 1891 | 1896 |
| ---- | ---- | ---- | ---- | ---- | ---- | ---- | ---- | ---- |
| 528  | 538  | 543  | 610  | 672  | 772  | 760  | 805  | 792  |

| 1901 | 1906 | 1911 | 1921 | 1926 | 1931 | 1936 | 1946 | 1954 |
| ---- | ---- | ---- | ---- | ---- | ---- | ---- | ---- | ---- |
| 816  | 893  | 851  | 739  | 719  | 699  | 645  | 593  | 516  |

| 1962 | 1968 | 1975 | 1982 | 1990 | 1999 | 2005 | 2006 | 2010 |
| ---- | ---- | ---- | ---- | ---- | ---- | ---- | ---- | ---- |
| 506  | 445  | 396  | 329  | 287  | 295  | 290  | 288  | 249  |

| 2015 | 2020 | 2022 | - | - | - | - | - | - |
| ---- | ---- | ---- | - | - | - | - | - | - |
| 284  | 268  | 258  | - | - | - | - | - | - |

## Économie
La viticulture est l'une des activités de la commune, qui se trouve dans la zone couverte par l'AOC châteaumeillant.

## Culture locale et patrimoine

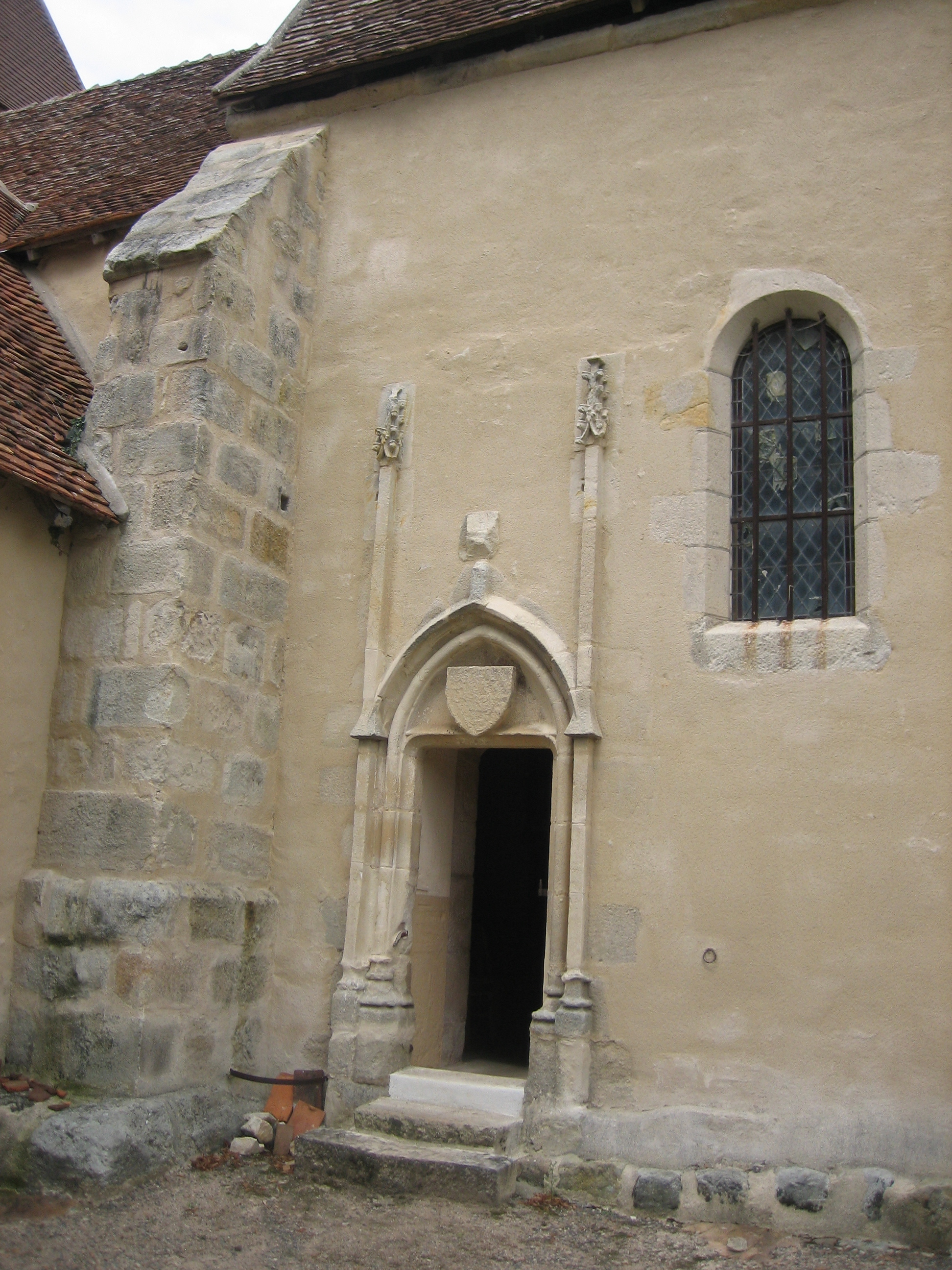
Entrée latérale sud de l'église (XVe siècle).

### Lieux et monuments
- Château du Grand-Besse (XVe et XVIIe siècles).
- Château de Mazères[27] (XVe siècle). Aujourd'hui détruit.
- Église Saint-Maur. Du XIIe siècle, avec des ajouts au XIIIe siècle et un remaniement au XVe siècle. L'arc triomphal et le portail occidental sont du XIIIe siècle, la porte latérale sud-est du XVe siècle.
- Dolmen de la "Pierre des Fées".

### Activités festives
Lors de la Saint-Vincent et de la Saint-Blaise.